# Króby
Króby – część wsi Kostków w Polsce położona w województwie podkarpackim, w powiecie jarosławskim, w gminie Jarosław, w sołectwie Kostków.
W latach 1975–1998 miejscowość położona była w województwie przemyskim.
Króby są położone we wschodniej części wsi, od strony Sanu i obejmują 25 domów.